# Parafia św. Bazylego i św. Aleksego w Nantes
Parafia św. Bazylego i św. Aleksego – parafia Patriarchatu Konstantynopolitańskiego w Nantes.
W 1927 w Nantes zamieszkał ks. Pierre Verdène, który w tym samym roku dokonał konwersji z mariawityzmu na prawosławie. Urządził on w swoim mieszkaniu kaplicę tego wyznania i zaczął sporadycznie odprawiać nabożeństwa. W 1930 powstała przy nim wspólnota prawosławna została przyjęta w jurysdykcję Zachodnioeuropejskiego Egzarchatu Rosyjskiego Kościoła Prawosławnego jako samodzielna parafia. Gromadziła żyjących w Nantes robotników głównie narodowości rosyjskiej, chociaż od początku byli w niej obecni konwertyci francuscy. Od 1932 część nabożeństw była odprawiana w języku francuskim w kaplicy urządzonej przez ks. Eugène’a Coulona w dawnej kuźni, a następnie w pomieszczeniu przy ulicy Galilée 119. W tym okresie parafia liczyła ok. 100 osób narodowości rosyjskiej, francuskiej i greckiej. Jej funkcjonowanie zostało przerwane przez wybuch II wojny światowej. Po wojnie do 1959 nabożeństwa odprawiali tylko kilka razy w roku kapłani przybyli z Paryża. W tym okresie parafia była już w jurysdykcji Zachodnioeuropejskiego Egzarchatu Parafii Rosyjskich.
W 1959 arcybiskup Włodzimierz (Tichonicki) mianował nowym proboszczem ks. André Bredeau. W tym samym roku parafia zjednoczyła się z etnicznie grecką parafią św. Bazylego. Językiem liturgicznym pozostawał francuski z dodatkiem greckiego i cerkiewnosłowiańskiego. Po kilku latach parafia straciła jednak dotychczasowe pomieszczenie. Święta Liturgia była odtąd odprawiana w kościele franciszkańskim. Obecnie świątynią parafialną jest drewniana cerkiew św. Bazylego. Działa przy niej biblioteka.
Po likwidacji Zachodnioeuropejskiego Egzarchatu Parafii Rosyjskich (2018), parafia pozostała w jurysdykcji Patriarchatu Konstantynopolitańskiego i weszła w skład Greckiej Metropolii Francji.